# محمد فاتح قاجر
محمد فاتح كاجير (من مواليد 16 أكتوبر 1984، إسطنبول ) هو سياسي ورجل أعمال تركي.
قام بتطوير نماذج المنفعة والتصميمات الصناعية في الشركات التي كان مؤسسها ومديرها. وهو أحد مؤسسي مؤسسة فريق التقانة التركي. يشغل منصب نائب وزير الصناعة والتكنولوجيا منذ 31 يوليو 2018. في 3 يونيو 2023، شارك في الحكومة الجديدة التي أعلن عنها الرئيس رجب طيب أردوغان وأصبح وزيرًا جديدًا للصناعة والتقانة. 